# Chipilo
Chipilo é uma pequena cidade mexicana, fundada em 2 de outubro de 1882 por imigrantes vénetos originários da província de Treviso.